# Can Caire
Can Caire és una casa d'Amer (Selva) inclosa a l'Inventari del Patrimoni Arquitectònic de Catalunya.

## Descripció
Immoble de dues plantes, entre mitgeres, cobert amb una teulada a dues aigües de vessants a façana. Està ubicat al costat esquerre del carrer Fira de Sant Isidre.
La planta baixa consta de tres obertures, a destacar especialment el portal d'accés rectangular, equipat amb llinda monolítica i muntants de pedra ben treballats i escairats. Comentar que tant la llinda com un terç dels muntants superios són de pedra sorrenca, mentre que els dos terços inferiors dels muntants són de pedra nomolítica o pedra calcària de Girona. A part del portal destacar en aquest sector una petita construcció de pedra, adossada a la part baixa de la façana, constituïda per roques fragmentades i còdols manipulats a cops de martell i lligades amb morter de calç i coberta amb teules, la qual en origen podria haver actuat com el forn de la casa.
En el primer pis podem observar tres obertures rectangulars irrellevants que no han rebut cap treball en particular.
La façana posterior de l'immoble, que dona al carrer Fira dels Reis, a diferència de la façana principal, consta de tres plantes i s'adapta físicament al desnivell del carrer.
La planta baixa consta de dues obertures rectangulars que actuen com a entrades o portals d'accés secundaris i que són totalment irrellevants, ja que no aporten res des del punt de vista decoratiu ni tipològic.
Pel que fa al primer i segon pis ens trobem amb una situació bastant similar a la de la planta baixa, a excepció de la finestra rectangular ubicada a l'extrem esquerre del primer pis i que està equipada amb llinda monolítica, muntans de pedra i ampit treballat.
Tanca la façana, en la part superior, un ràfec format per tres fileres: la primera de rajola plana i la segona i tercera de teula.